# Первоцвет ушковидный
Первоцвет ушковидный, или Первоцвет ушковый, или Примула ушковая (лат. Primula auricula, от лат. auricula — мочка уха)) — вид травянистых растений рода Первоцвет (Примула) семейства Первоцветные. Растение известно также под названиями Первоцвет медвежье ушко, Примула медвежье ушко; народное название растение — «медвежье ушко». Своё название вид получил благодаря форме листьев, которые похожи на уши медведя. Другие названия: аврикула или аурикула (транслитерация латинского видового эпитета), лыщак.

## Описание
Растение отличается короткими, довольно толстыми, лопатообразными сероватыми, как бы запылёнными, листьями.
Листья обратнояйцевидные, кожистые, собраны в розетку. Иногда листья покрытыми мельчайшей восковой пудрой – фариной.
Из середины розетки подымается стебель 5—20 см в длину с букетом из 6—7 жёлтых приятного запаха цветков на коротких цветоносах.
Время цветения: апрель-май.

## Ареал

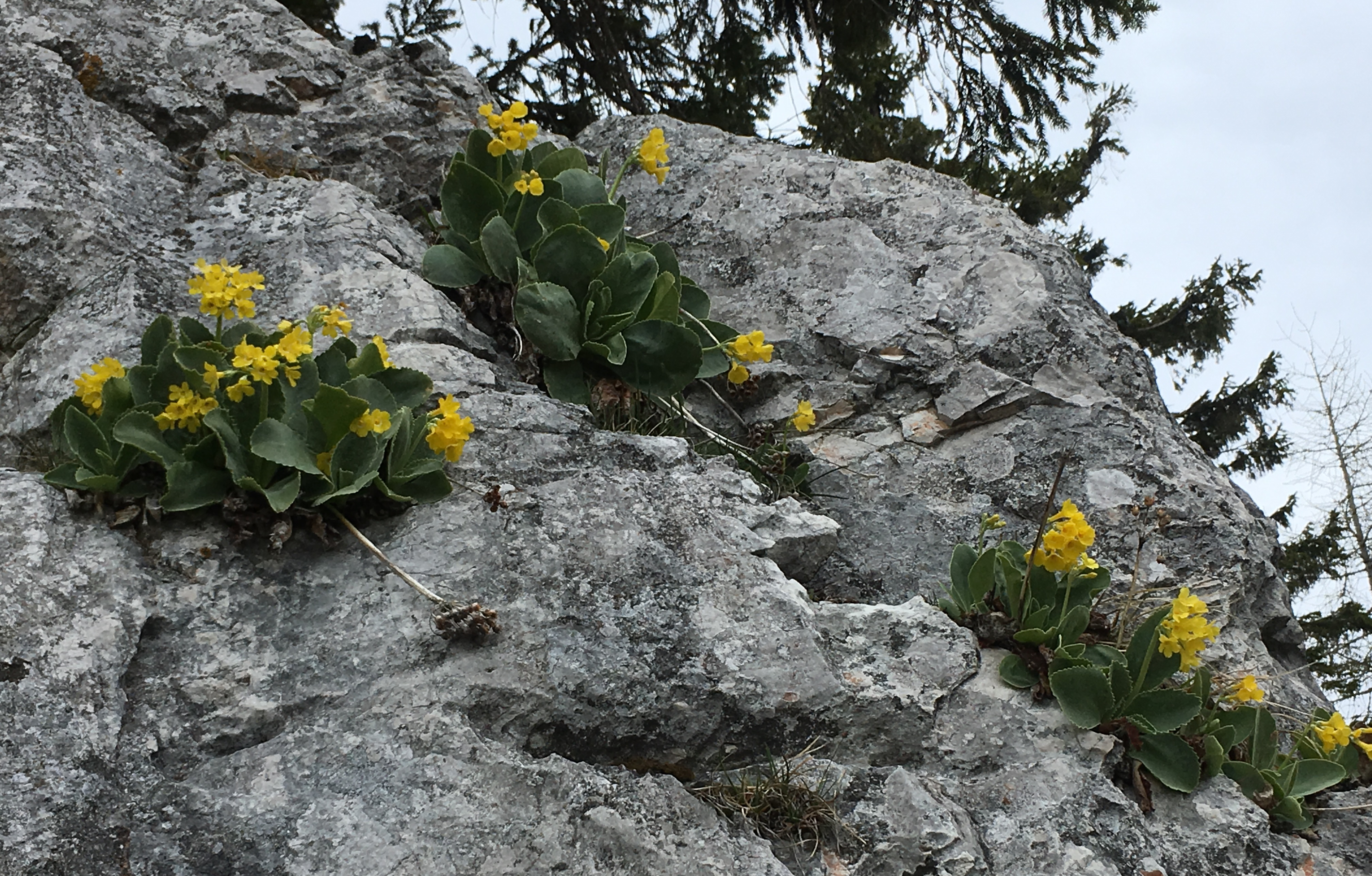
Primula auricula в природном парке Добрач (2166 м над уровнем моря), Филлах, Каринтия, Австрия

Первоцвет ушковидный растёт в горах Центральной Европы, в том числе в западных Альпах.
Аборигенный вид для Австрии, Болгарии, Чехословакии, Франции, Германии, Италии, Польши, Румынии, Швейцарии и Югославии.
Этот вид распространен от Альп через Апеннины и Карпаты на Балканы и на север в южную Германию и Татры. Однако подробный генетический анализ ареала этого вида показал, что популяции с юга и востока отличаются от популяций с севера. Северные популяции — это Primula auricula s. s. в строгом смысле слова, в то время как другие популяции теперь называются Primula lutea.

## Агротехника
Аурикулы неплохо чувствуют себя в открытом грунте в условиях средней полосы России.
Растения лучше всего смотрятся в альпинарии, выращенными группами в тени скал или кустарниковых скальных растений, но они также хорошо себя чувствуют в богатых гумусом, хорошо дренированных лесных опушках в легкой рассеянной тени. Они также идеально подходят для выращивания в контейнерах. Часто выращивается в традиционных глиняных горшках.
Первоцвет ушковидный хорошо растёт во влажной, хорошо дренированной почве.
Он не переносит кислую среду и нуждается в нейтральной или слегка щелочной почве. Производители примул обычно добавляют песок в виде крупнозернистого песка и/или мелкого гравия в свою горшечную или садовую почву.
Летом растение нуждается в тени и влаге, оно не выносит замокания корней и яркого солнца.
С возрастом стержневидный корень сильно удлиняется, поэтому его следует укорачивать.
Все сорта зимостойки, и их зимостойкость охватывает зоны 3–8 USDA (зоны RHS от H5 до H7).

## Гибриды
Primula × pubescens Jasq. — Первоцвет пушистый — естественный гибрид c первоцветом жёстковолосистым (Primula hirsuta All.). Естественный гибрид известен из Альп и других гор, где находят местонахождения родительских видов. В немецких Альпах его раньше находили в Альгой, Аммергебирге и на Бенедиктенванде, но теперь он считается утерянным. Он известен из Белчена в Шварцвальде. Первоцвет пушистый чаще используется в культуре, чем видовой первоцвет ушковый.

## Классификация садовых аурикул
Сорта, созданные путём селекции, в практическом садоводстве обобщаются под названием садовые аурикулы, под которыми понимаются сорта двух таксонов: и Primula auricula, и Primula × pubescens.
С XVII века были выделены две группы культиваров аурикул:
- альпийские аврикулы (англ. Alpine auriculas) — без мучнистого напыления на листьях[19],
- бордюрные аврикулы (англ. Border auriculas) — с мучнистым налетом на листьях.

### История

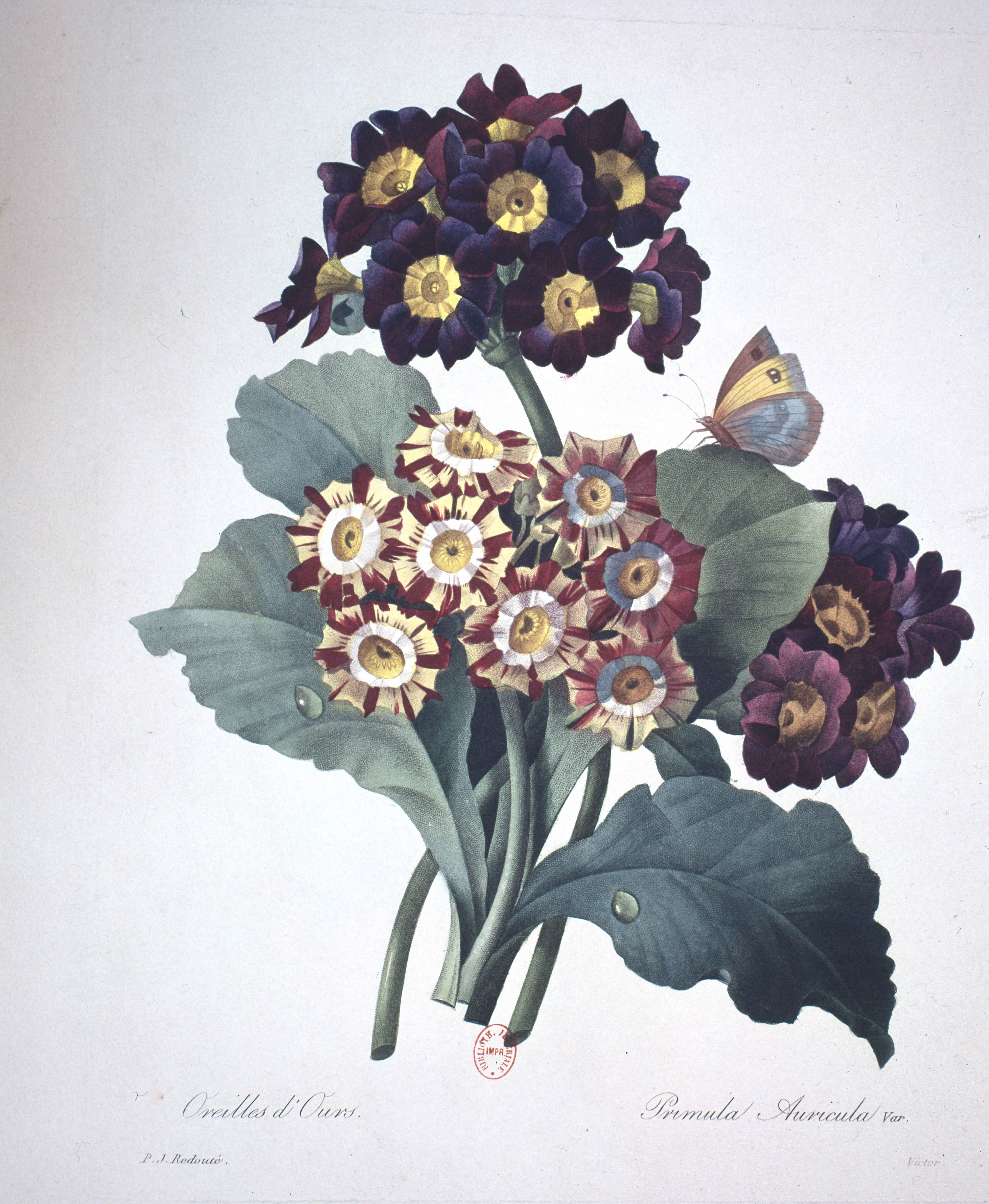
сортов аурикул. Пьер-Жозеф Редуте

Происходят ли многочисленные садовые разновидности от этого дикорастущего растения или от другого — неизвестно. Первоначально первоцвет ушковидный начали разводить в Англии в XVI веке, в XVII веке разведение его перешло в Голландию, откуда англичане стали приобретать уже видоизменённых потомков растения, заимствованного из Англии.
В Англию, скорее всего, вид был завезён беженцами с континента во второй половине XVI века. Они поселились в значительной степени в Ланкашире, Йоркшире и окрестностях Лондона — районах, которые в последующие годы были главными центрами выращивания аурикул. К концу века растение прочно обосновалось в Англии, а в последние годы его существования первое английское описание было опубликовано в Gerarde's Herball в 1597 году. Тогда вид был известен ботаникам как Auricula ursi, перевод популярного названия Beares Eares, в то время как другим широко используемым названием было Mountain Cowslip.
В 1648 году в Оксфордском ботаническом саду выращивали пурпурный сорт Primula auricula и сорт с пурпурной полосой. К 1658 году в Саду было девять сортов, цвет которых варьировался от рыжевато-коричневого, жёлтого и алого до пурпурного и фиолетового.
В 18 и XIX веках садовые аурикулы стали одними из самых популярных растений, собранных членами английских Садовых обществ. Благодаря компактному размеру, они являются удобным объектом для коллекционирования, создания коллекционных садов. Выращивание аурикул стало для некоторых навязчивой идеей, поскольку общества флористов начали проявлять к ним интерес. Были выведены сотни сортов, поскольку богачи (или, что более вероятно, их садовники) и рабочий класс вывели сорта аврикул, воспользовавшись двумя появившимися мутациями.
Некоторые ботаники восхищались тем, как цветоводы превратили диких предков аурикулы в садовые цветы: «В своем диком состоянии она… не привлекает внимания своей красотой… Искусство доводит до конца все остальное». Однако шведский ботаник Карл Линней выразил гораздо меньше признательности: «Эти люди развивают науку, присущую им самим, тайны которой известны только адептам; и такое знание не может стоить внимания ботаника; поэтому пусть ни один здравомыслящий ботаник никогда не вступит в их общества».
Появился термин «театр растений» (англ. Plant theatres), который часто используется в отношении аврикул, что связано с тем, что производители традиционно выставляли аурикулы на многоярусных подставках для растений в красивых терракотовых горшках. Весной цветущие экземпляры растений выставляются в «театрах» или на стеллажах, а в летние месяцы их убирают в менее заметное и тенистое место.

## Синонимы
Согласно базе данных GBIF по состоянию на апрель 2023 в синонимику вида Primula auricula L., 1753 Sp. Pl входят следующие наименования:
- ? widmerii Pax
- Auricula ursi-auricula (L.) Soják
- Auriculaursii auricula (L.) Soják
- Auriculaursii auricula subsp. hungarica (Borbás) Soják
- Primula auricula subsp. widmerii (Pax) LiBingZhang
- Primula auricula var. hungarica Borbás
- Primula auricula var. serratifolia Rochel
- Primula auriculata var. hungarica Borbás
- Primula auriculata var. monacensis Widmer
- Primula balbisii subsp. hungarica (Borbás) LiBingZhang
- Primula bellunensis Mottet
- Primula dolomitis Baker
- Primula illibata Gand.
- Primula lutea subsp. tatriaca (LiBingZhang) LiBingZhang
- Primula lutea subsp. widmerii (Pax) LiBingZhang
- Primula serratifolia Gand.

## В астрономии
В честь первоцвета ушковидного назван астероид (1231) Аврикула, открытый 10 октября 1931 года немецким астрономом Карлом Райнмутом в Гейдельбергской обсерватории.

## Комментарии
1. ↑  Название «Первоцвет ушковидный» используется в издании «Жизнь растений» (см. раздел Литература).